# Radiogrammitis ahenobarba
Radiogrammitis ahenobarba är en stensöteväxtart som först beskrevs av Barbara S. Parris, och fick sitt nu gällande namn av Barbara S. Parris. Radiogrammitis ahenobarba ingår i släktet Radiogrammitis och familjen Polypodiaceae. Inga underarter finns listade.